# Zbigniew Drzewiecki

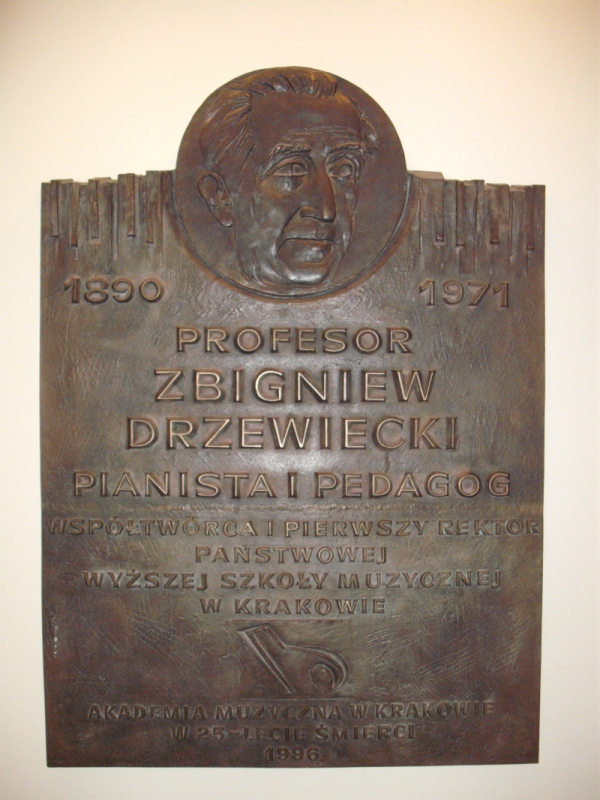
Placa conmemorativa de Drzewiecki, Academia de Música de Cracovia

Zbigniew Drzewiecki ( pronunciación en polaco: /ˈzbiɡɲɛv dʐɛˈvjɛtskʲi/ ; 8 de abril de 1890 – 11 de abril de 1971) fue un pianista polaco que fue durante la mayor parte de su vida profesor de piano. Se especializó especialmente en la interpretación de las obras de Frédéric Chopin. Entre sus alumnos se encuentran varios pianistas famosos del siglo XX y, por lo tanto, su influencia ha sido muy grande.

## Trayectoria
Drzewiecki nació en Varsovia. Comenzó a estudiar con su padre y luego con Oberfeldt y Pilecki. Después (de 1909 a 1914) fue a Viena, al taller de Theodor Leschetizky, donde estudió con Marie Prentner, la asistente del maestro. Durante su carrera dio muchos recitales en ciudades polacas, y también en Viena, Praga y Berlín.
En 1916 se convirtió en profesor de clases avanzadas de piano en el Conservatorio de Varsovia y continuó enseñando allí hasta su muerte en 1971. Ayudó a establecer el prestigioso Concurso Internacional de Piano Chopin y formó parte de sus jurados desde la primera convocatoria en 1927, hasta 1971. Después de la Segunda Guerra Mundial, y especialmente después de la muerte de Józef Turczyński (1884-1953), fue considerado el mejor profesor de piano polaco.

## Alumnos
La siguiente es una lista incompleta de pianistas que estudiaron con Drzewiecki:
- Ryszard Bakst
- Enrique Bátiz Campbell
- Felicja Blumental
- Walter Buczynski
- Paweł Chęciński
- Halina Czerny-Stefańska
- Jan Ekier
- Róża Etkin-Moszkowska
- Lidia Grychtołówna
- Adam Harasiewicz
- Władysław Kędra
- Bolesław Kon
- Li QiFang
- Hiroko Nakamura
- Edward Olearczyk
- Eva Osińska
- Regina Smendzianka
- Marta Sosińska
- John Tilbury
- Fou Ts'ong
- Roger Woodward
- Eva Maria Zuk